# B. Reeves Eason
B. Reeves Eason (2 de octubre de 1886 – 9 de junio de 1956) fue un director, actor y guionista cinematográfico de nacionalidad estadounidense. Su actividad como director se centró principalmente en películas de acción y westerns de bajo presupuesto, aunque se hizo muy conocido por su trabajo como director de segunda unidad y especialista en acción. Así, fue famoso por sus espectaculares escenas de batallas en filmes bélicos y sus escenas de acción en westerns de gran presupuesto. Sin embargo, se ganó el apodo de "Breezy (despreocupado)" por su actitud hacia la seguridad en sus secuencias. Fue llamativo que en la famosa carga de caballería dirigida por él en Charge of the Light Brigade (1936), muchos caballos murieron o resultaron heridos de gravedad, lo cual dio como resultado que la American Humane Society fuera seleccionada por los estudios cinematográficos para controlar la seguridad de los animales utilizados en los rodajes.

## Biografía
Su nombre completo era William Reeves Eason, y nació en la ciudad de Nueva York. Dirigió unos 150 filmes y actuó en más de 50 a lo largo de su trayectoria artística. La carrera de Eason, iniciada en el cine mudo, superó el paso al sonoro, dirigiendo para este último seriales como el protagonizado por Tom Mix The Miracle Rider en 1935. 
Como director de segunda unidad, utilizó un total de 42 cámaras para rodar la carrera de carros en Ben-Hur (1925). En ese puesto rodó la carga de Charge of the Light Brigade (1936) y el "Incendio de Atlanta" en Lo que el viento se llevó (1939).
Su hijo, B. Reeves Eason, Jr., nacido en 1914, actuaría en 12 filmes, entre ellos Nine-Tenths of the Law, dirigido por él. El chico falleció en 1921 en un accidente de tráfico ocurrido durante un rodaje, justo antes de cumplir los siete años de edad.
B. Reeves Eason falleció en 1956 a causa de un infarto agudo de miocardio en Sherman Oaks, Los Ángeles (California). Tenía 69 años de edad. Fue enterrado en el Cementerio Hollywood Forever de Los Ángeles.

## Filmografía

### Director
| - 1915: Competition - 1915: The Day of Reckoning - 1915: She Walketh Alone - 1915: The Poet of the Peaks - 1915: A Good Business Deal - 1915: Mountain Mary - 1915: To Melody a Soul Responds - 1915: The Honor of the District Attorney - 1915: After the Storm - 1915: The Newer Way - 1915: The Exile of Bar-K Ranch - 1915: Drawing the Line - 1915: A Question of Honor - 1915: The Spirit of Adventure - 1915: In Trust - 1915: The Little Lady Next Door - 1915: The Barren Gain - 1915: Hearts in Shadow - 1915: Profit from Loss - 1915: The Blot on the Shield - 1915: The Smuggler's Cave - 1915: The Wasp - 1915: To Rent Furnished - 1915: The Substitute Minister - 1915: The Bluffers - 1915: The Silver Lining - 1915: The Assayer of Lone Gap - 1915: The Solution to the Mystery - 1916: Matching Dreams - 1916: Time and Tide - 1916: Viviana - 1916: A Sanitarium Scramble - 1916: Shadows - 1918: Nine-Tenths of the Law - 1919: The Fighting Heart - 1919: The Four-Bit Man - 1919: The Jack of Hearts - 1919: The Crow - 1919: The Tell Tale Wire - 1919: The Fighting Line - 1919: The Kid and the Cowboy - 1920: The Prospector's Vengeance - 1920: Hair Trigger Stuff - 1920: Held Up for the Makin's - 1920: The Rattler's Hiss - 1920: His Nose in the Book - 1920: The Moon Riders - 1920: Human Stuff - 1920: Blue Streak McCoy - 1920: Pink Tights - 1920: Two Kinds of Love - 1921: The Big Adventure - 1921: Colorado - 1921: Red Courage - 1921: The Fire Eater - 1922: Pardon My Nerve! - 1922: When East Comes West - 1922: Roughshod - 1922: The Lone Hand - 1923: Around the World in Eighteen Days - 1923: His Last Race - 1924: Treasure Canyon - 1924: Tiger Thompson - 1924: Women First - 1924: Trigger Finger - 1924: Flashing Spurs - 1925: The Texas Bearcat - 1925: Fighting Youth - 1925: Border Justice - 1925: Fighting the Flames - 1925: The New Champion - 1925: A Fight to the Finish - 1925: The Shadow on the Wall - 1926: The Test of Donald Norton - 1926: The Sign of the Claw - 1926: Lone Hand Saunders - 1927: Johnny Get Your Hair Cut - 1927: The Denver Dude - 1927: The Prairie King - 1927: Painted Ponies - 1927: Through Thick and Thin - 1927: Galloping Fury - 1928: A Trick of Hearts - 1928: The Flyin' Cowboy - 1928: Riding for Fame - 1928: Clearing the Trail - 1929: The Lariat Kid - 1929: The Winged Horseman - 1930: Troopers Three - 1930: Roaring Ranch - 1930: Trigger Tricks - 1930: Spurs - 1931: King of the Wild - 1931: The Vanishing Legion - 1931: The Galloping Ghost - 1932: Sunset Trail - 1932: The Shadow of the Eagle - 1932: The Last of the Mohicans - 1932: The Honor of the Press - 1932: Cornered - 1932: Heart Punch - 1932: Behind Jury Doors | - 1933: Revenge at Monte Carlo - 1933: Alimony Madness - 1933: Her Resale Value - 1933: Dance Hall Hostess - 1933: Neighbors' Wives - 1934: Hollywood Hoodlum - 1934: The Law of the Wild (Le Démon noir) - 1934: Mystery Mountain - 1935: The Phantom Empire (La Reine de l'empire fantôme) - 1935: The Miracle Rider (Le Cavalier miracle) - 1935: The Adventures of Rex and Rinty - 1935: The Fighting Marines - 1936: Darkest Africa - 1936: Red River Valley - 1936: Undersea Kingdom - 1936: Give Me Liberty - 1937: Land Beyond the Law - 1937: Empty Holsters - 1937: Prairie Thunder - 1938: Sergeant Murphy - 1938: The Kid Comes Back - 1938: Daredevil Drivers - 1938: Call of the Yukon - 1939: Blue Montana Skies - 1939: Mountain Rhythm - 1940: Men with Steel Faces - 1940: Pony Express Days - 1940: Young America Flies - 1940: Service with the Colors - 1940: March On, Marines - 1940: Meet the Fleet - 1941: The Tanks Are Coming - 1942: Soldiers in White - 1942: Murder in the Big House - 1942: Spy Ship - 1942: Men of the Sky - 1943: Truck Busters - 1943: Mechanized Patrolling - 1943: Oklahoma Outlaws - 1943: Murder on the Waterfront - 1943: Wagon Wheels West - 1943: The Phantom - 1944: The Desert Hawk - 1944: Black Arrow - 1945: Salome Where She Danced - 1946: 'Neath Canadian Skies - 1946: North of the Border - 1949: Rimfire - 1913: The Step Brothers - 1913: A Divorce Scandal - 1913: Armed Intervention - 1913: The Shriner's Daughter - 1914: The Miser's Policy - 1914: The Return of Helen Redmond - 1914: The Hermit - 1914: The Lost Treasure - 1914: The Money Lender - 1914: The Dream Child - 1914: The Second Clue - 1914: The Smouldering Spark - 1914: In the Moonlight - 1914: Calamity Anne's Love Affair - 1914: A Soul Astray - 1914: Beyond the City - 1914: The Lost Sermon - 1914: A Prince of Bohemia - 1914: Sparrow of the Circus - 1914: Feast and Famine - 1914: The Aftermath - 1914: Break, Break, Break - 1914: His Faith in Humanity - 1914: Jail Birds - 1914: In the Open - 1914: Sir Galahad of Twilight - 1914: Redbird Wins - 1914: The Strength o' Ten - 1915: The Unseen Vengeance - 1915: The Black Ghost Bandit - 1915: The Legend Beautiful - 1915: The Law of the Wilds - 1915: A Heart of Gold : Fred - 1915: In the Twilight - 1915: Heart of Flame - 1915: The Echo : Ferryman - 1915: Competition - 1915: The Guy Upstairs - 1917: Hell Hath No Fury - 1918: Nine-Tenths of the Law : 'Red' Adair - 1920: Two Kinds of Love : Dorgan - 1928: The Danger Rider : Tucson Joe - 1920: Pink Tights - 1918: Nine-Tenths of the Law - 1920: The Prospector's Vengeance - 1920: Human Stuff - 1928: The Flyin' Cowboy - 1928: Riding for Fame - 1930: Trigger Tricks - 1930: Spurs - 1934: The Law of the Wild (Le Démon noir) |